# 内田あぐり
内田 あぐり（うちだ あぐり、1949年 - ）は、現代の日本画家。武蔵野美術大学日本画学科教授。
1949年東京都に生まれる。1969年武蔵野美術大学造形学部日本画学科に入学。1975年武蔵野美術大学大学院修了、同年第2回創画展に出品、創画会賞を受賞する。その後、主に創画会で活躍する。1990年葉山町にアトリエを開く。1993年から武蔵野美術大学で教鞭を執り、第12回山種美術館賞展で大賞、2002年『吊（つる）された男―'00M』で第1回東山魁夷記念 日経日本画大賞を受賞した。各地で個展を開催している。国内外で日本画のワークショップを開催している。2019年神奈川文化賞の受賞が決まった。2022年、地域文化功労者表彰。
大胆なフォルムと、それぞれ独立した色彩による構成が特徴とされる。

## 主な作品
- 『地への廻廊』（1993年）
- 『吊（つる）された男―'00M』（2000年）

など多数